# Elgaland-Vargaland
Elgaland-Vargaland là một dự án nghệ thuật mang tính khái niệm và vi quốc gia được hình thành và phát triển bởi các nghệ sĩ Thụy Điển Carl Michael von Hausswolff và Leif Elggren vào năm 1992. Nó còn được biết đến với từ viết tắt "KREV" (KonungaRikena Elgaland-Vargaland).
KREV được cho là tác phẩm nổi tiếng nhất của Elggren. Tờ báo Thụy Điển Expressen cho rằng "vương quốc nhỏ bé của họ ngày càng giống một chế độ độc tài".